# Сеченовський район
Сеченовський район (рос. район) — адміністративно-територіальна одиниця (район) та муніципальне утворення (муніципальний район) у південно-східній частині Нижньогородської області Росії.
Адміністративний центр — село Сеченово.

## Історія
Район було утворено 1929 року.

## Населення
| 1939    | 1959    | 1970    | 1979    | 1989    | 2002    | 2008    |
| ------- | ------- | ------- | ------- | ------- | ------- | ------- |
| 54 501  | ↘37 437 | ↘30 341 | ↘23 031 | ↘19 338 | ↘17 741 | ↘16 364 |
| 2009    | 2010    | 2011    | 2012    | 2013    | 2014    | 2015    |
| ↘16 110 | ↘15 446 | ↘15 424 | ↘15 242 | ↘15 048 | ↘14 784 | ↘14 578 |
| 2016    | 2017    |         |         |         |         |         |
| ↘14 448 | ↘14 326 |         |         |         |         |         |